# 7112 Ghislaine
7112 Ghislaine eller 1986 GV är en asteroid i huvudbältet som upptäcktes den 3 april 1986 av det amerikanska astronom paret Eugene M. och Carolyn S. Shoemaker vid Palomar-observatoriet. Den är uppkallad efter den belgiska kemisten Ghislaine Crozaz.
Asteroiden har en diameter på ungefär 11 kilometer.